# Lie in Ruins
'Lie in Ruins' es una banda finlandesa de death metal fundada en 1993 bajo el nombre "Dissected", y algunas cintas de ensayos se grabaron antes de que la banda se parase durante algunos años. En 2002 la banda volvió a ser activa de nuevo. Después de que naciera la primera demo "... Monuments" , la banda empezó a buscar nuevos miembros, sobre todo un guitarrista. Tras la búsqueda la banda estaba constituida por tres personas, y empezó a trabajar material nuevo, y tras ello lanzaron su segunda demo "...Statues" en 2006. Después del lanzamiento, la banda pensaba en tocar en directo, por lo que buscaron más miembros, hasta ser 5.
Mientras tanto, la discográfica española Temple Of Darkness lanzó un recopilatorio llamado Posteriormente la banda participó en un split con Deathevokation llamado "Architecture Of The Dead" publicado por Imperium Productions.
En 2009, el batería decidió dejar la banda antes de la grabación del nuevo álbum. Continuando sin él, la banda entró al estudio y grabó diez canciones para hacer el nuevo álbum llamado "Swallowed by the Void", publicado por la discográfica Spinefarm Records.

## Discografía[2]

### Álbumes
- 2009: Swallowed by the Void

### Split
- 2009: An Allegiance in Death - Lie in Ruins ft. Deathevokation

### EP
- 2008: Architecture of the Dead

### Recopilatorios
- 2008: Demons, Rise!

### Demos
- 2005: ...Monuments
- 2006: ...Statues

### Aportaciones a otros álbumes
- Spiritual Possessions
- Demonstration of Penetration 2

## Miembros[3]
- Roni S. - Vocalista, batería (antiguamente)
- Roni Ä. - Guitarrista
- Tuomas K. - Guitarrista, coros, bajista (antiguamente)
- Jussi V. - Bajista, coros
- Aki K. - Batería

### Miembros antiguos
- Kaitsu Kinnunen - Batería
- Ville Markkanen - Batería (en conciertos)